# Хоу И

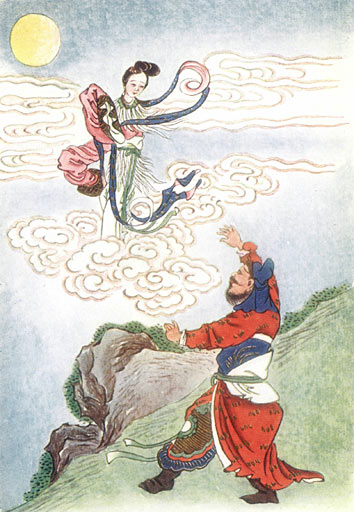
Хоу И пытается удержать свою жену Чанъэ летящую на Луну

Стрелок И (кит. 后羿) (Хоу И; Охотник) — один из знаменитейших героев китайских мифов, борец с чудовищами, сбивший из лука девять солнц, угрожавших погубить всё живое на Земле, и неудачно стремившийся стать бессмертным. Часто его называют «китайским Гераклом». Миф о стрельбе в солнце имеет широкое распространение, особенно в Восточной Азии.
Упоминания его имени в большей части сочинений эпохи Чжоу свидетельствуют об общеизвестности связанных с ним мифов, но связного рассказа они обычно не содержат. Дополнительные сведения можно почерпнуть из комментариев ханьской эпохи и изображений на рельефах того же времени. Фольклорные записи мифов о стрелке И и его жене Чанъэ сделаны в провинции Хэнань в 1980-е годы.

## Мифологическая биография
Иероглиф «и [11]» включает в себя два иероглифа: «юй [5]» — «перья, крылья, стрелы с опереньем» и «гун [7]» — «руки, сложенные и воздетые кверху», и, согласно А. И. Кобзеву, может означать: охотник с луком; стрелок из лука в связанном с солнцем ритуале; воздымающий руки для добывания лучей-крыльев солнца-ворона.
Также его называют Хоу И («ведающий охотой»; однако иероглиф «хоу [4]» имеет основное значение «царица-мать»), И И («разящий лучник» или «лучник из племени и», а в «Цзо чжуань» — Юцюн Хоуи (Владеющий Цюн Владычествующий над Охотой).
Кроме того, словарь «Шовэнь» поясняет имя И как Шэши (наставник стрельбы из лука). Э. М. Яншина обращает внимание на наличие персонажа Нюй-и (Мать-Охотница или Мать-Лучница) в «Хуайнань-цзы». Связь элемента Хоу с женскими божествами Б. Л. Рифтин не считает обоснованной. Он предполагает, что И мог и отождествляться с птицей.

### Искусство лучника

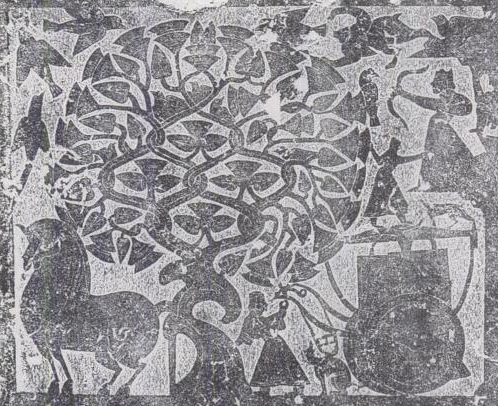
Хоу И целится в Солнце

В ряде текстов («Мо-цзы», «Люйши чуньцю») И выступает как культурный герой, который изобрел лук и стрелы и обучал этому искусству людей.
В «Шань хай цзин» подчеркивается, что И не был изобретателем лука и стрел, а получил от Цзюня (Предка Выдающегося) красный лук и стрелы с белым оперениям, чтобы избавить землю от бедствий. Комментатор Цюй Юаня Ван И уточняет, что это небесный правитель Дицзюнь, который дал И лук и стрелы, чтобы помочь людям на земле. По ещё одному варианту («Ди ван ши цзи»), Ди-ку (Предок Ку) даровал лук и стрелы правителям Сюй, то есть предкам охотника, и сделал их сышэ (Ведающими стрельбой из лука). «Хуайнань-цзы» говорит о Вороньем луке и стреле из циского бамбука с опереньем из Вэй, который позднее был связан с Пан Мэном, и указывает, что И обрел дао, чтобы стрелять из лука.
По «Хуайнань-цзы», левая рука И была длиннее правой, что помогало при стрельбе. Ещё одно неясное свидетельство содержится в «Суй Чао-цзы»: небо пожаловало И перстень (для натягивания тетивы), когда при Ю-ване и Ли-ване обрушилась гора Цзилу.
По Ян Сюну, стрелок И (как и позднее Пан Мэн), пока учились, ломали свои луки. «Хань Фэй-цзы» подчеркивает его связь с юэсцами, которые наперебой помогали герою, когда тот вооружался.
В главе 23 трактата «Чжуан-цзы» И назван искусным лучником, который поражал любую птицу и попадал в крохотную цель, но «неискусно избегал людской славы». По «Гуань-цзы», каждая его стрела попадала в цель.

### Победы над чудовищами
«Вопросы к небу» Цюй Юаня содержат сжатое повествование с основными мифами: Хоу И был послан спасти землю от чудовищ, убил кабана Фын-си и принес его в жертву (которая не была принята), сбил солнце-ворона стрелой; застрелил также Хэ-бо (духа реки) и взял в жены Ло-пинь (речную царицу).
Согласно «Хуайнань-цзы», Яо послал И на подвиги, и тот

казнил Зубы-Буравы в краю Цветущего поля,
убил Девять младенцев на реке Зловещей,
поразил стрелой Тайфэн на озере Зеленого холма,
выпустил стрелы в десять солнц,
внизу поразил чудовище Яюй.
Разрубил на части Длинного Змея на озере Дунтин,
поймал Дикого вепря в Роще шелковиц.
Как отмечают Л. Е. Померанцева и Э. М. Яншина, охотник очистил пространство со всех четырёх сторон, так как Цветущее поле и озеро Дунтин находились на юге, Зловещая река (Сюншуй) — на севере, озеро Цинцю (Зелёный холм) — на востоке; а если добавить солнца вверху и Яюй внизу — то и с шести сторон. Местонахождение Санлина (Тутовый лес или Роща шелковиц) точно не известно, но там находился алтарь правящего дома Сун (наследников Инь), и она, тем самым, соотносится с центром.
Конкретные описания чудовищ в источниках противоречивы и систематизированы Юань Кэ. Цзоин (Девять младенцев), вероятно, понимался как водное существо с девятью головами. В «Цзо чжуань» же говорится, что И убил Бо-фэна, или Фэн-си (то есть «Великий кабан», сын Куя и Сюань-ци, человек «с сердцем свиньи»), лишив его отца жертвоприношений.
«Шань хай цзин» упоминает, что И сражался с чудовищем Цзочи («Зубы-Лезвия»), державшим щит, в долине Шоухуа («Вечного расцвета»), и поразил его стрелой к востоку от горы Куньлунь. Детали описания Цзочи дают комментаторы Гао Ю и Го Пу.
Рассказ о борьбе с Хэ-бо изложен в комментарии Ван И: Хэ-бо плавал вдоль берега в облике белого дракона, а И выбил у него левый глаз; жалоба Хэ-бо небесному правителю не имела последствий; при этом Ло-пинь, с которой соединился стрелок, отождествляется с Ми-фэй, она же Фу-фэй и Ло-шэнь («фея реки Ло»). Указание на левый глаз, по Кобзеву, имеет «женскую корреляцию», что согласуется с фаллической символикой стрелы. При этом в поэме «Скорбь отлученного» также говорится, что каждый вечер Мифэй возвращается в Цюнши (а это название связано с И).

### Десять солнц

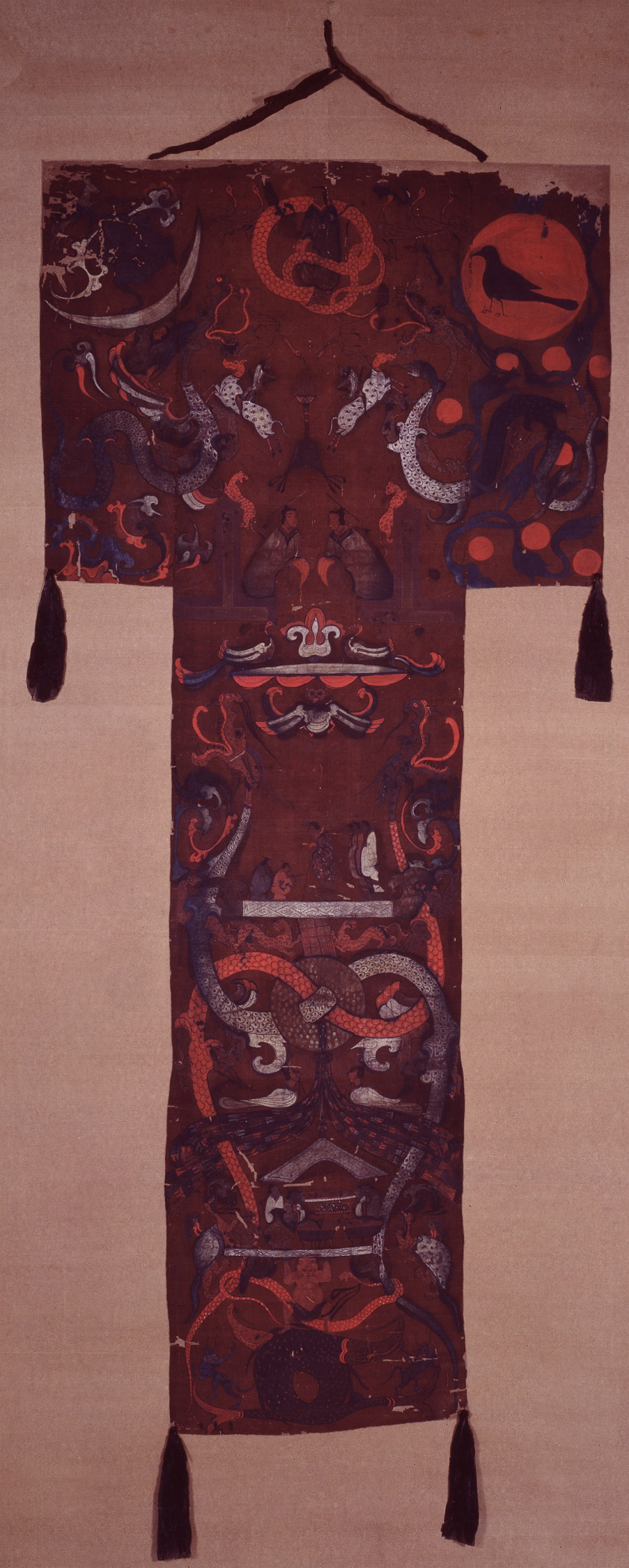
Изображение солнц на шёлке из захоронения Мавандуй, эпоха Зап. Хань

По мифологическим представлениям, десять солнц (дети Си-хэ, которых называли трёхлапыми золотыми воронами) жили на ветвях древа фусан и выходили на небо поочерёдно. Однако однажды, в правление Яо, они появились на небе все сразу, и на Земле наступила страшная жара. Погибли хлеба, посевы и деревья, и народ стал голодать.
Особенности китайского языка не позволяют чётко уяснить, говорилось ли в «Вопросах к небу» об одном солнце или нескольких. Поэтому Б. Карлгрен предположил, что в чжоускую эпоху речь шла о ритуальной стрельбе из лука в одно солнце; однако другие авторы считают мотив весьма древним. Ван И, комментируя Цюй Юаня, говорит, что Стрелок стрелял в 10 солнц и попал в девять, девять воронов умерли, и их перья посыпались вниз. Сцена, где охотник стоит на стрехе крыши и стреляет в птиц на солнечном дереве, встречается на ханьских рельефах. Считается, что миф носит календарный характер и связан с победой двенадцатиричной «женской» системы над десятиричной «мужской». Кроме того, М. Е. Кравцова рассматривает его в качестве предания о победе чжоусцев над Шан-Инь.

### И и правители Ся
Источники содержат противоречивые сведения о том, современником каких правителей был И. Чтобы объяснить это, было выдвинуто (впервые Гао Ю во II веке) даже предположение о двух И — стрелке-современнике Яо и его потомке-узурпаторе. Сунский комментатор Хун Синцзу полагал, что враг Хэ-бо и супруг госпожи Ло — это охотник времен Яо, а победитель вепря — второй охотник. Споры о возможном существовании двух персонажей продолжались и в современной науке (мнение М. Гранэ).
По гл. 1 «Ши цзи» Сыма Цяня, И был выдвинут на службу при Яо, но только Шунь назначил его на должность смотрителя лугов и лесов, а его помощниками стали Чжу-ху и Сюн-пи, должность он исполнял успешно. Мэн-цзы говорил, что Шунь поручил И ведать огнём, и тот выжег растительность в горах и болотах, а звери и птицы разбежались.
Согласно гл. 2 «Ши цзи», император Юй выдвинул И, поручив ему дела управления, приказал И выдать народу рис и разрешил сеять его; а перед своей смертью вручил ему Поднебесную.
Однако, как поясняет историограф, Поднебесная ещё не успела узнать И, поэтому владетельные князья покинули его и стали являться на приемы к Ци (сыну Юя), который, разгромив род Ю-ху, взошёл на престол. Однако абзацем выше Сыма Цянь излагает события чуть иначе: по прошествии 3-годичного траура И уступил власть мудрому Ци, а сам поселился на южных склонах гор Цишань. Близкий рассказ содержит «Мэн-цзы»: после смерти Юя и окончания 3-летнего траура И ушёл на север от горы Цзишань, а прибывавшие во дворец шли к Ци, сыну Юя, говоря, что он «сын государя», так же поступали и певцы, воспевавшие Ци; при этом Мэн-цзы подчеркивает, что И не обладал Поднебесной.
По «Чжаньго цэ», хотя Юй передал Поднебесную И, но Ци напал на него со своими единомышленниками и захватил власть. «Гу бэнь чжу шу цзи нянь» в сохранившемся тексте лишь упоминает, что И жил в той же местности Чжэньсюнь, что и сяский правитель Тай-кан.

### Путешествие на Запад
Стремясь добиться бессмертия, И отправился на запад, где жила богиня Си Ванму. Только он смог взобраться на отвесную скалу горы Куньлунь, вздымавшуяся на 10 тыс. жэней. Это путешествие ассоциируется со странствием в загробный мир.
И выпросил у Си-ван-му снадобье бессмертия, но его жена Хэн Э (она же Чан Э) похитила его и улетела на луну, где превратилась в жабу. Рассказ впервые зафиксирован в книге «Гуйцзан», от которой сохранились фрагменты.

### Смерть
Рассказы о смерти Стрелка также противоречивы, могут толковаться в мифологическом, бытовом и историческом планах, общей в них является лишь роль жены-изменницы.
В «Лунь юй» (XIV 5) вкратце упомянуто, что стрелок И умер не своей смертью. Хуань Куань, цитируя Конфуция, говорит, что И слишком полагался на своё умение.
В «Мэн-цзы» (VIII 24) поясняется, что он был убит своим учеником Пан Мэном, который считал, что только учитель превосходит его в этом искусстве. Там же говорится, что, обучая стрельбе, И направлял волю ученика на то, чтобы натянуть лук до отказа, и не пытался облегчить обучение. В «Люйши чуньцю» учителем Пан Мэна в стрельбе из лука назван Гань Ин, а в другом месте И и Пэн Мэн упомянуты рядом в связи с луком Фаньжо. «Сюнь-цзы» также называет И и Пан Мэна лучшими стрелками в Поднебесной. В главе 4 «Ле-цзы» сказано, что позднее Вороньим луком владел Хун Чао, ученик Пан Мэна, и застрелил из него свою жену, рассердившись на неё.
Однако Пан Мэн убил учителя не из лука, а ударом персиковой палицы. Согласно комментатору Сюй Шэню, поэтому демоны боятся персика. Это упоминание А. И. Кобзев толкует как намек на гибель от собственного орудия, «персикового лука», или эвфемизм сексуального эксцесса; причем персиковое дерево (пань-тао), дарующее бессмертие, в мифах устойчиво связано с Си-ван-му.
Иная версия носит более «историзованный» характер. По рассказу «Цзо чжуань», Хоу И был вождем племени ю-цюн, куда переселился из Цюй, после смерти сяского правителя Чжун-кана стал регентом при его сыне Сяне, но низложил его. Продолжение рассказа «Цзо чжуань» таково: Хоу И, хотя стал правителем вместо сясца, не занимался делами народа, а предавался охоте. Он вместо прежних приближенных сделал Хань Чжо zh:寒浞 своим первым министром («егерем»), но тот соблазнил его жену, и они стали плести интриги. Когда И вернулся с охоты, слуги убили его, сварили и предложили мясо его детям, но те отказались от еды и умерли у ворот Цюн. Чжу Си вслед за Ван И соединяет версии, называя Пэн Мэна слугой Хоу И, выполнявшим приказ Хань Чжо, но Юань Кэ считает это ошибочным.
В «Вопросах к небу» сказано, что женившись вторично на волшебнице Хэн Э, И был убит и съеден Хань Чжо (который, однако, пощадил его близких). В поэме «Лисао» Цюй Юань пишет, что Хоу И непрерывно охотился на лисиц и лишился жены. При этом Чёрная лисица (Чуньху) в «Вопросах к небу» выступает как жена Чжо.
По «Цзо чжуань», у Хань Чжо родились сыновья Цзяо и И (вероятно, от брака с женой Стрелка), и позже И-младший был убит по приказу следующего правителя Ся Шао-кана (сына Сяна). При этом в словаре «Шовэнь» Шао-кан назван погубителем того И, который был гуанем (жрецом?) Ди-ку (предка Ку).

## В научной и художественной литературе
По мнению М. Гранэ, первоначально подвиги И изображались в мистериальных играх-битвах. Э. М. Яншина, указывая на соединение в образе охотника различных пластов, от глубокой архаики до государственной эпохи, сближает образ Хозяйки Запада с известным в мифологии ряда народов образом Владычицы зверей, стрельбу в солнца — с ритуальной охотой-погоней за светилом, а перечень узурпаций власти (сяский правитель, И, Хань Чжо, Шао-кан) — с греческими мифами об Атридах. По Сяо Бину (книга 1992 года «Удивительные следы мифов о солярных героях»), Ди Цзюнь, стрелок И и его дети — это три поколения солярных божеств.
Существует ряд в равной степени малоубедительных попыток объяснить образ И через один элемент или регион. Б. Карлгрен считал, что наиболее ранним явился мотив культурного героя, а солярные мотивы и путешествие на Запад присоединены к образу позднее. О. Менхен-Хельфен в статье 1935 года сопоставил мифы об И и Геракле и предположил, что персонаж пришёл к китайцам через скифов. Сунь Цзо-юнь указал на возможную связь И с тотемом ворона. По Чжу Юнь-пу (книга 1982 года), И — племенное божество рода ин из объединения восточных и, которое переселилось на Запад. Фань Юй-чжоу считает, что миф принадлежал к культуре восточных прибрежных районов Китая.
Рассказ «Побег на луну» (1926), где охотник И перебил всех зверей, и ему с женой приходится питаться воробьями, китайский писатель Лу Синь включил в сборник «Старые легенды в новой редакции». Опыт «сводного изложения» сюжетов мифа предложен в книге Юань Кэ «Мифы Древнего Китая».
В романе С. Лукьяненко «Последний дозор» «стрелком И» была названа китайская автоматизированная стрелковая установка.